# Friedrich Wilhelm von Rauch (général, 1790)
Pour les articles homonymes, voir Rauch.
Ne doit pas être confondu avec Friedrich Wilhelm von Rauch (général, 1827).
Friedrich Wilhelm von Rauch (né le 15 mars 1790 à Potsdam et mort le 9 juin 1850 à Berlin) est un lieutenant général prussien, adjudant général du roi Frédéric-Guillaume IV et plénipotentiaire militaire prussien à la cour de Russie sous l'empereur Nicolas Ier

## Biographie

### Origine et enfance à Potsdam
Friedrich Wilhelm von Rauch est le fils du général de division et officier du génie prussien Bonaventura von Rauch (1740-1814), directeur de l'Académie royale du génie de Potsdam, et de son épouse Johanna, née Bandel (1752-1828). Il est le filleul du roi Frédéric-Guillaume II de Prusse.
Le père de Rauch, qui devient orphelin à un âge précoce et, selon le registre des baptêmes, est probablement le fils d'un enseignant de Peterskirchen dans le Chiemgau bavarois, étudie d'abord dabs une école jésuite près d'Altötting. Son talent mathématique et technique prononcé, son talent pédagogique et ses recommandations princières attirent plus tard l'attention du roi Frédéric le Grand. Après avoir quitté le service de Brunswick pour rejoindre l'armée prussienne en 1777, Rauch fait carrière et atteint le grade de major général. En passant à la Prusse, il porte - comme ses descendants dans la famille Rauch - le prédicat de noblesse sans être inquiété. La chute de Bonaventura von Rauch est d'autant plus profonde en 1806, lorsque celui-ci, en tant que commandant en second de la forteresse de Stettin, accepte de la livrer sans combat aux troupes françaises. Le père de Rauch est pour cela renvoyé de l'armée sans prendre congé et condamné à une détention à vie dans la forteresse ou la ville de Spandau. La mère de Friedrich Wilhelm von Rauch est issue d'une famille de métayers et d'agriculteurs de Kunow et de  Wildenbruch, originaire de l'Anhalt et du Brunswick.
Rauch grandit dans la maison du Cabinet (de) de Potsdam au Nouveau Marché (de) 1 dans l'appartement officiel de son père. La maison du Cabinet sert autrefois de résidence au prince héritier prussien et est le siège de l'académie d'ingénierie depuis 1788. L'enfance et la jeunesse de Rauch à Potsdam se déroulent donc à proximité immédiate du château royal de la ville et du régiment de la  Garde avec la caserne associée dans la Priesterstraße, l'actuelle Henning-von-Tresckow-Straße.
Rauch est le dixième des douze enfants de Bonaventura et de Johanna von Rauch. Ses frères comprennent le ministre prussien de la guerre et général d'infanterie Gustav von Rauch (1774-1841) et le général de division Leopold von Rauch (de) (1787-1860), directeur de l'Académie prussienne de guerre à Berlin. Ses sœurs sont entre autres Charlotte (première épouse de Levin Friedrich von Bismarck (de), président du district de Magdebourg et citoyen d'honneur de Magdebourg (de)), Friederike (mariée au général de division Heinrich von Knobelsdorff, inspecteur de la cavalerie de la Garde) et Cecilie von Rauch (épouse de Gustav baron von Maltzahn comte  von Plessen, seigneur du majorat d'Ivenack dans le Mecklembourg et lieutenant-colonel au régiment des Gardes du Corps).

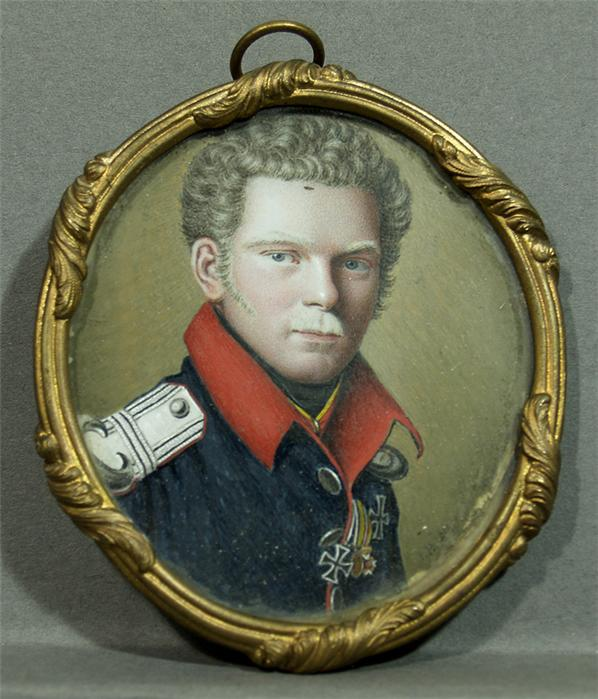
Friedrich Wilhelm von Rauch en tant que sous-lieutenant et adjudant de la brigade de la Garde, portrait miniature de (1813)

### Académie d'ingénierie et régiment de la Garde
Comme son père et ses frères aînés, Rauch - à l'âge de 13 ans - rejoint d'abord le corps du génie (de) prussien en tant qu'apprenti à l'Académie royale du génie de Potsdam dirigée par son père. Peu de temps après, cependant, il s'engage dans le régiment de la Garde, dans lequel il devient caporal le 1er juillet 1804. En tant que membre du régiment de la Garde, Rauch participe aux conflits armés de son époque, notamment au siège de Spandau en 1806. En 1807, il est promu enseigne à Memel. Toujours en 1807, il est promu sous-lieutenant avec un brevet daté du 24 août 1806. Son commandant de régiment déclare dans une appréciation du jeune Rauch : « Ses fonctions lui sont très faciles avec son esprit particulièrement brillant, allié à des connaissances militaires. Avec un peu plus d'efforts, il accomplirait beaucoup de choses."
Vers la fin de 1812, Rauch est choisi lorsqu'il faut pourvoir le poste d'adjudant du commandant de la brigade de la Garde, le colonel puis lieutenant-général Jean-Frédéric-Charles II d'Alvensleben. Premier lieutenant depuis 1813, il participe à la bataille de Lützen aux côtés de son commandant de brigade, qui est l'un des généraux prussiens les plus marquants des guerres napoléoniennes, et reçoit la croix de fer de 2e classe. Et Rauch suit Alvensleben dans la bataille de Bautzen, dans la bataille de Leipzig et la bataille de Paris. Après la bataille de Leipzig, il reçoit la croix de fer de 1re classe, l'ordre de Sainte-Anne de 2e classe et la croix de chevalier de l'ordre du mérite militaire de Charles-Frédéric. En 1814, il est promu capitaine d'état-major au 1er régiment à pied de la Garde et promu capitaine et commandant de compagnie en 1815. Début novembre 1821, Rauch est promu major et commandant du bataillon d'infanterie d'enseignement, dont les quartiers de Potsdam se trouvent aux Communs en face du Nouveau Palais. Il est alors intégré au 1er régiment à pied de la Gard. Fin mars 1826, il fut transféré au régiment d'infanterie de réserve de la Garde, également à Potsdam.

### Aide de camp et plénipotentiaire militaire à Saint-Pétersbourg
Le temps de Friedrich Wilhelm von Rauch dans la Garde prend fin en 1829. Après que le roi Frédéric-Guillaume III l'a nommé son aide de camp, Rauch sert exclusivement dans l'entourage direct des rois de Prusse ou de l'empereur de Russie jusqu'à sa mort en 1850.
Au début, il séjourne à la cour royale de Potsdam et fin décembre 1832, il reçoit l'ordre de Sainte-Anne de 2e classe avec diamants comme récompense russe. En 1833, Rauch est nommé plénipotentiaire militaire prussien à Saint-Pétersbourg et auprès de l'empereur Nicolas Ier, tout en étant promu lieutenant-colonel et conservant son poste d'aide de camp royal. Nicolas Ier épouse Charlotte de Prusse, fille du roi Frédéric-Guillaume III, en 1817. Cela donne à Rauch une position de confiance particulière à la cour du gendre de son roi.
En 1834, l'empereur l'honore en lui décernant l'ordre de Saint-Vladimir de 3e classe. Le roi de Prusse confirme la position de Rauch à Saint-Pétersbourg en 1835. Cette année-là, il reçoit un cadeau de 2 000 thalers pour s'installer dans la chère capitale russe. Promu colonel en mars 1835, Rauch est principalement concerné par la planification et les préparatifs de la grande revue de Kalisch, qui réunit 60 000 soldats dans une manœuvre conjointe des deux armées en septembre 1835, expression des liens étroits entre la Prusse et la Russie. Rauch reçoit l'ordre de Saint-Stanislas de 2e classe la même année et la croix de commandeur de 1re classe de l'ordre de Louis de Hesse. L'ordre persan du Lion et du Soleil de 2e classe avec brillants est décerné à Rauch en 1838. En 1839, Rauch est chargé de remettre solennellement à l'empereur russe, en guise de cadeau de Frédéric-Guillaume III, le buste du souverain russe réalisé par Christian Daniel Rauch.
Le roi Frédéric-Guillaume III exprime à plusieurs reprises sa reconnaissance à Rauch pour son travail à la cour de l'empereur à Saint-Pétersbourg et pour ses mérites dans les relations entre la Prusse et la Russie ainsi qu'entre les maisons souveraines des Hohenzollern et des Romanov, étroitement liées par des liens de parenté. Avec son accès direct au roi de Prusse comme à l'empereur de Russie, Rauch occupe une position singulière, inaccessible à l'ambassadeur de Prusse à Saint-Pétersbourg.

### Confident et adjudant général du roi Frédéric-Guillaume IV
Lorsque Frédéric-Guillaume IV devient roi de Prusse en 1840 et succède à son père Frédéric-Guillaume III, la position de Rauch à la cour de l'empereur russe lui semble indispensable. Le nouveau roi apprécie beaucoup Rauch personnellement et se promet, grâce à lui, un bon accès à Nicolas Ier à l'avenir. C'est pourquoi Frédéric-Guillaume IV laisse Rauch à son double poste d'aide de camp royal et de plénipotentiaire militaire à Saint-Pétersbourg, poste très influent sur le plan militaire et dynastique. En 1843, il nomme Rauch adjudant général, tout en le laissant continuer à exercer ses fonctions auprès de l'empereur Nicolas Ier.
Friedrich Wilhelm von Rauch jouit de la confiance particulière de Frédéric-Guillaume IV et de son épouse, la reine Élisabeth. C'est ainsi que se développe son rôle de premier plan dans la camarilla de cour dont s'entoure le roi de Prusse. Bien qu'il soit toujours en poste à Saint-Pétersbourg, Rauch restée à proximité de Frédéric-Guillaume IV de mars à septembre 1848, séjournant à Berlin et à Potsdam. Le 21 mars 1848, Rauch accompagne le roi de Prusse, à sa demande, lors de la procession qu'il effectue dans les rues et sur les places de Berlin sous la bannière noir-rouge-or (de). En 1849, Frédéric-Guillaume IV exprime au général Leopold von Gerlach et à Otto von Bismarck à quel point la personnalité de Rauch l'a convaincu : "Ne cherchez pas en lui des qualités extraordinaires de sagesse d'État - d'intelligence - de raffinement, etc. ; ne cherchez pas en lui le Russe par inclination, ni l'aristocrate par sang, mais seulement l'officier de Potsdam, c'est-à-dire le véritable noble désintéressé par sens de l'honneur, le Prussien de la tête aux pieds". "
En mai 1848, Friedrich Wilhelm von Rauch est promu par le roi lieutenant général et en novembre 1848, il est décoré de l'étoile de l'ordre de l'Aigle rouge de 2e classe avec feuilles de chêne. L'empereur Nicolas Ier rend également hommage à Rauch, qui est également chevalier de l'ordre de Saint-Jean, en lui remettant l'ordre d'Alexandre Nevsky en mars 1850.
Frédéric-Guillaume IV fournit à Rauch et à sa famille un appartement dans le Nouveau Palais de Potsdam en 1848, puis dans le manoir de Steglitz.
Rauch meurt le 9 juin 1850 à Berlin. Le général Leopold von Gerlach lui succède en tant qu'adjudant général auprès du roi de Prusse, et le général Hugo zu Münster-Meinhövel comme plénipotentiaire militaire de Nicolas Ier à Saint-Pétersbourg le 20 août 1850.

### Famille

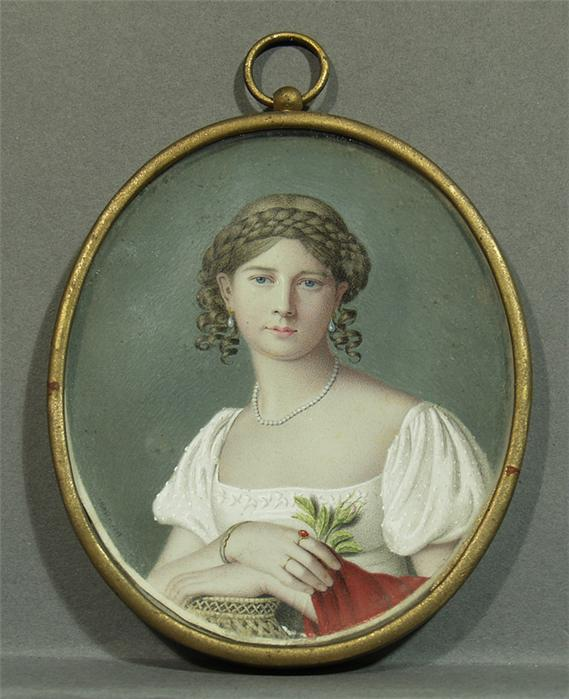
Laurette von Rauch, née comtesse von Moltke (1790–1864), 1812
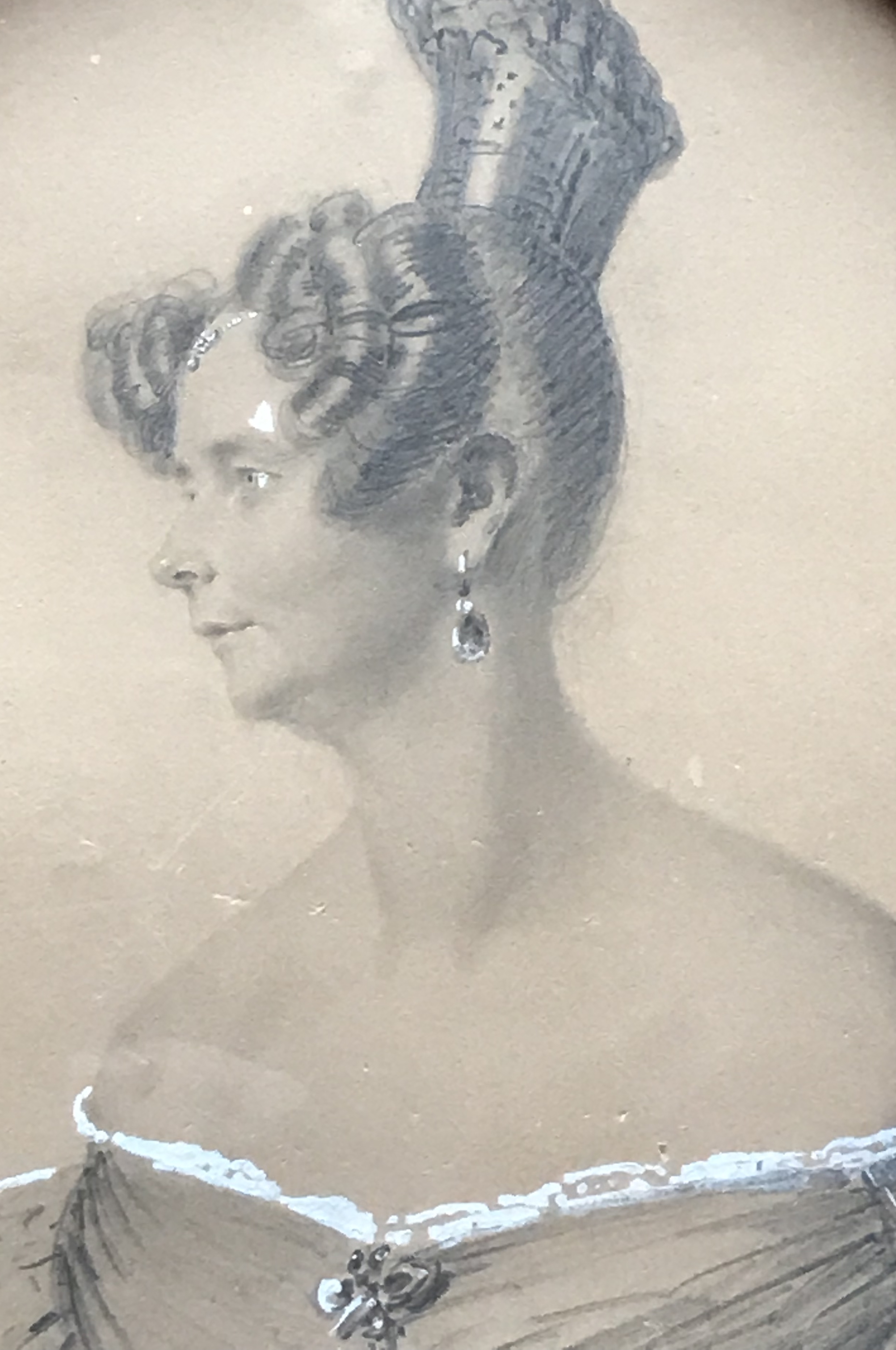
Laurette von Rauch, née comtesse von Moltke (1790–1864), 1834
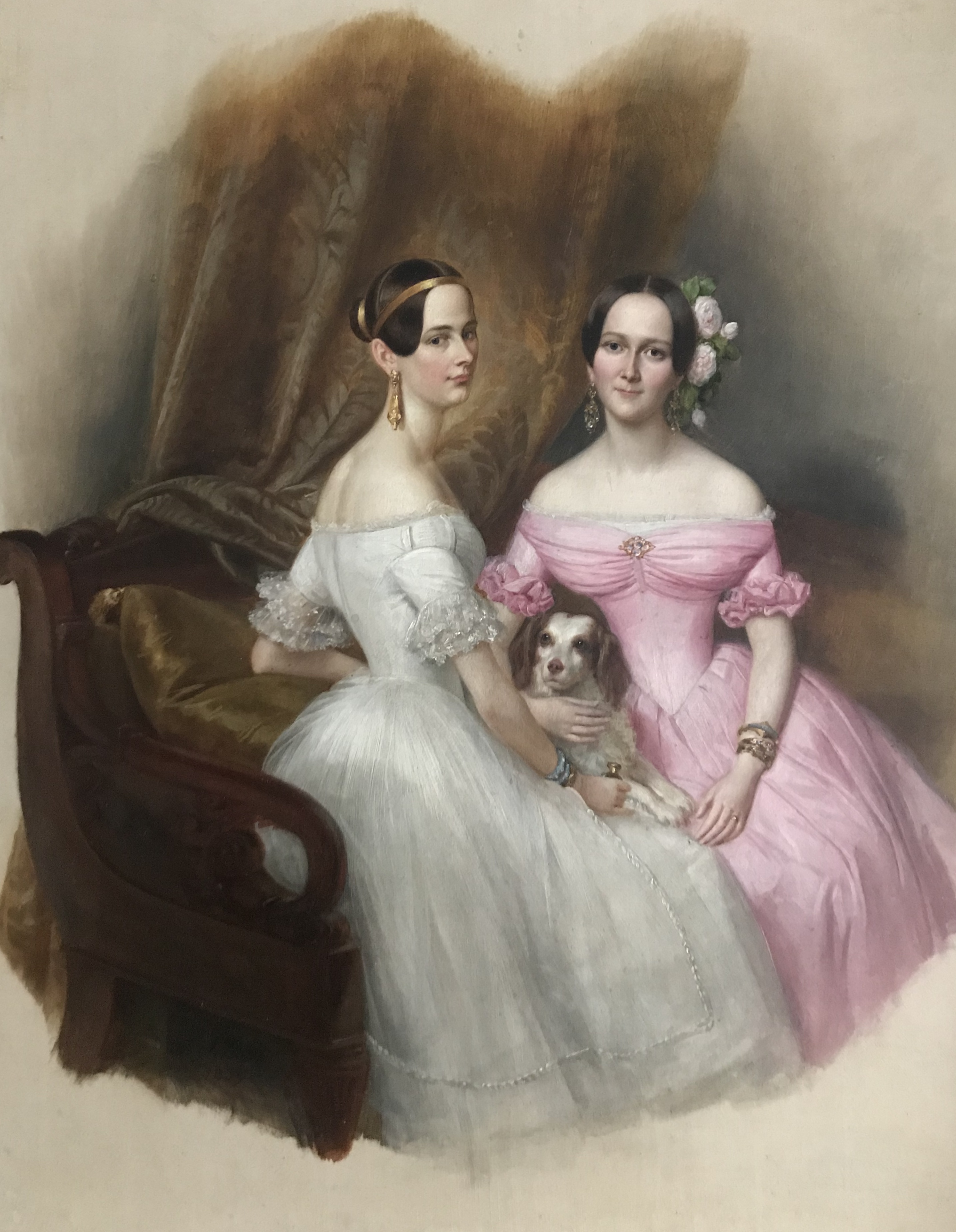
Les dames de cour Elise (1820-1908) et Blanka von Rauch (1817-1905)
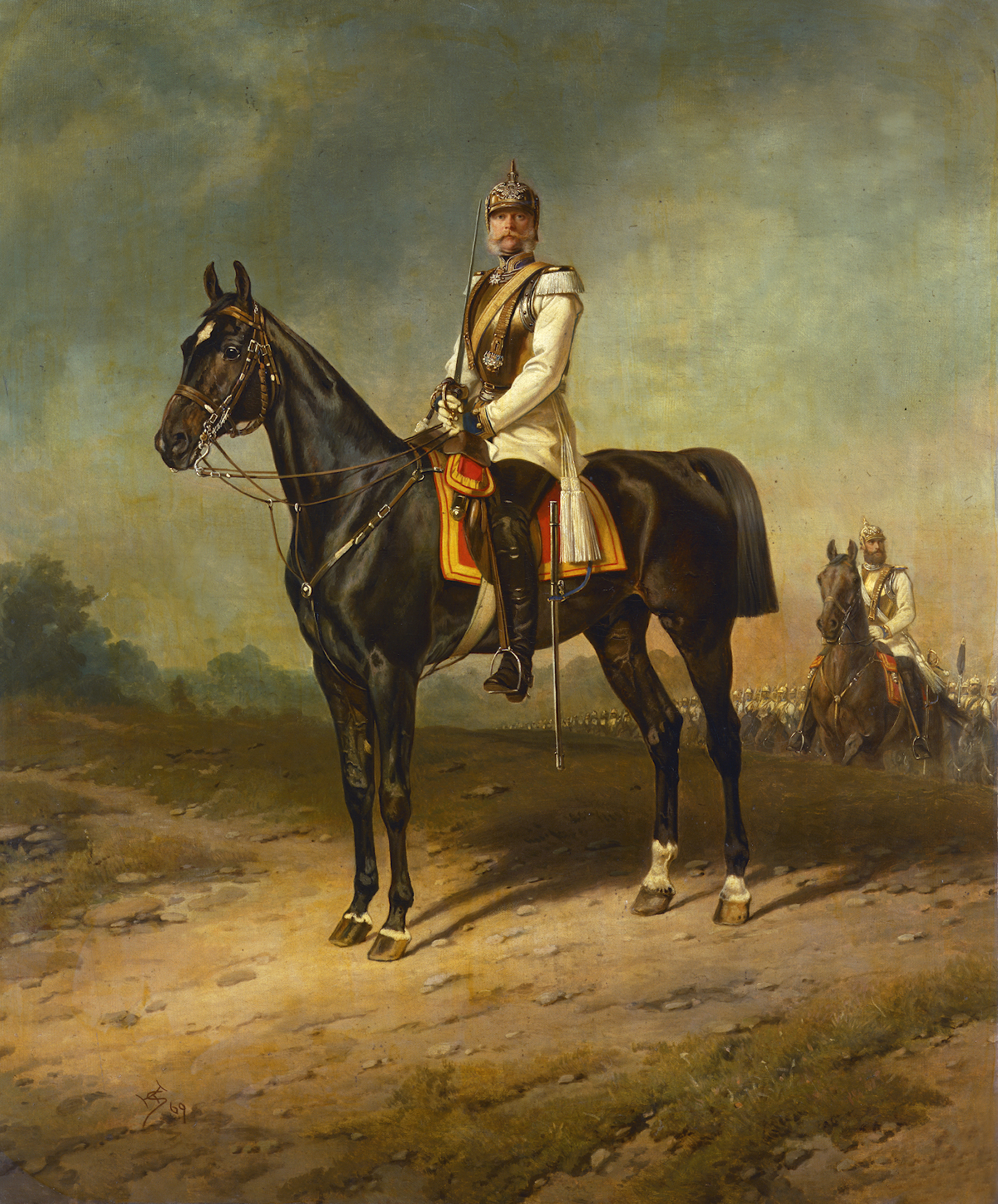
Général de cavalerie Alfred Bonaventura von Rauch (1824-1900)
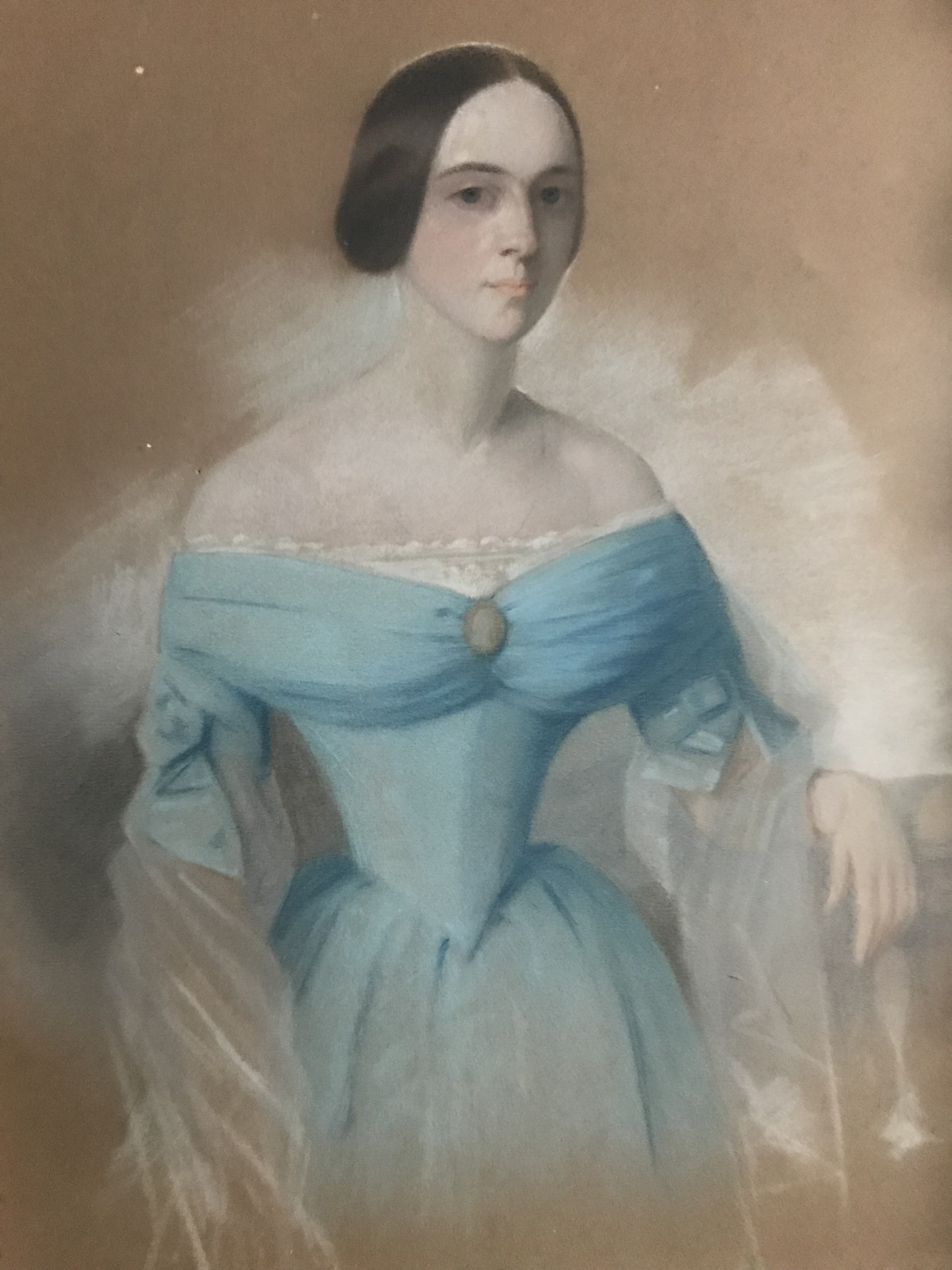
Amélie von Rauch (1825–1850)
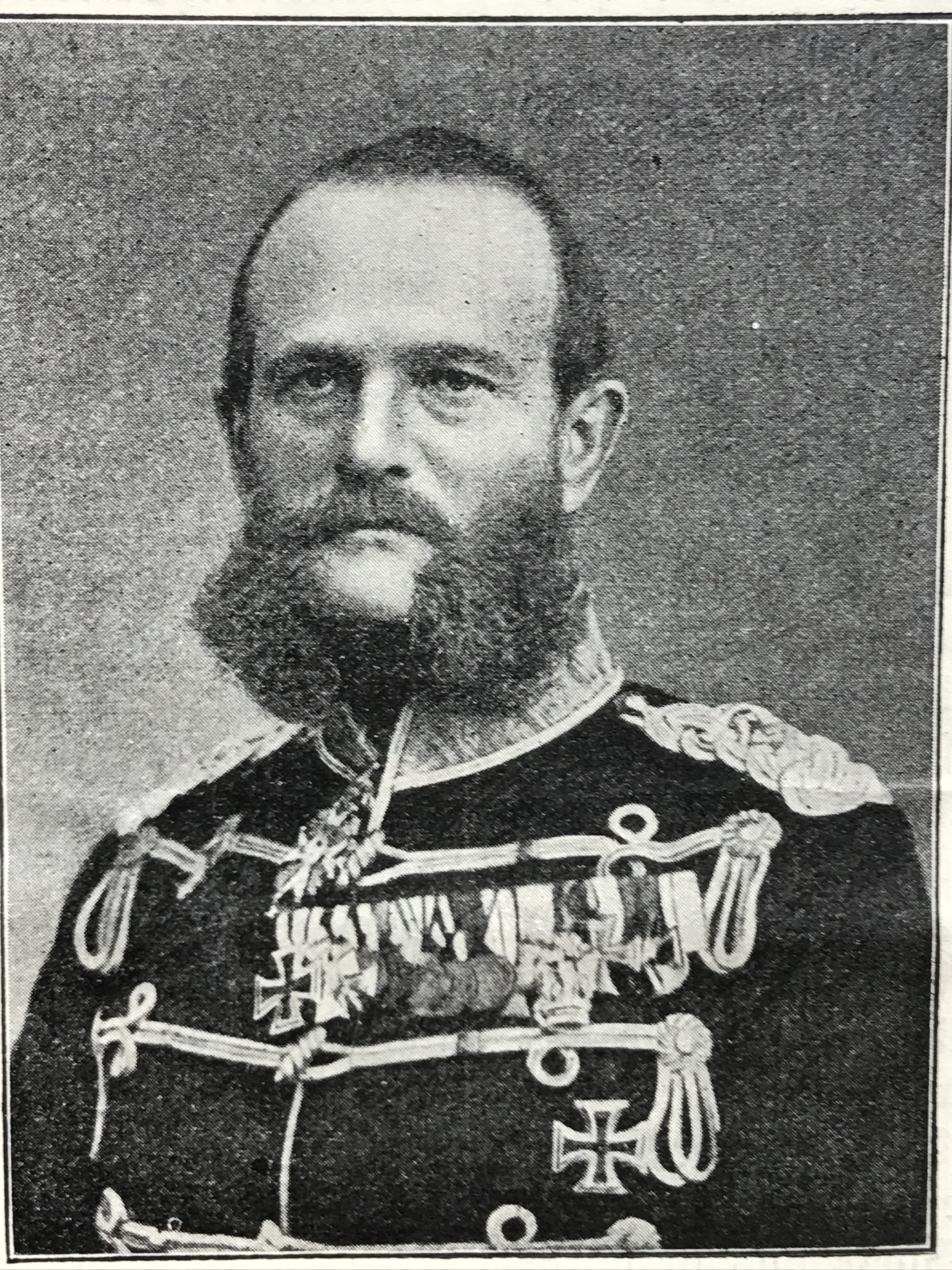
Lieutenant-général Friedrich Wilhelm von Rauch (1827-1907)

En 1816, Rauch se marie avec la comtesse impériale Laurette von Moltke de la branche de Wolde (1790–1864). Son père est Friedrich Detlev comte von Moltke, Oberjägermeister du roi Frédéric-Guillaume III de Prusse et propriétaires de Wolde et des manoirs de Walkendorf et Schorssow. Sa seconde épouse Eleonore, née von Prittwitz (1763-1829), est sa mère. Son grand-père maternel, le général de cavalerie prussien Joachim Bernhard von Prittwitz, a sauvé le roi Frédéric le Grand de la mort, du moins de la captivité, en 1759 à la bataille de Kunersdorf.
Les enfants suivants sont issus du mariage de Friedrich Wilhelm et Laurette von Rauch :
- Blanka (1817-1905), dame d'honneur de la princesse Marie de Prusse[3]>, marié en 
  - 1843 Roderich baron Spiegel von und zu Peckelsheim (de) (1817–1852), capitaine de cavalerie prussienne au régiment des Gardes du Corps[4]
  - 1854 Wilhelm von Schönermarck (mort en 1878), colonel prussien
- Elisabeth (Elise) (1820–1909), dame d'honneur de l'impératrice Alexandra Feodorovna mariée eb 1855[5] avec Paul comte von Fersen (1800–1884), capitaine de cavalerie russe et chasseur en chef[6] de l'empereur Alexandre II
- Marie (1823-1855)
- Alfred Bonaventura (1824–1900), général de cavalerie prussien et adjudant général des empereurs allemands marié en 1851 avec Elisabeth comtesse von Brühl (1827–1901), dame d'honneur de la reine Éisabeth de Prusse, fille du directeur général du Théâtre et musées royaux de Berlin Karl von Brühl, propriétaire du château de Seifersdorf près de Dresde, et sa femme Jenny, née von Pourtalès,
- Amélie (1825-1850) appartient au cercle des amis du grand-duc Frédéric-François II de Mecklembourg-Schwerin
- Friedrich Wilhelm (1827-1907), lieutenant général prussien et commandant de la 14e brigade de cavalerie, marié en 1863 avec Katharina von Behr-Negendank (1842–1897), fille du chambellan Hermann von Behr-Negendank, fidéicommis à Torgelow, Passow (de), Neverin, Kavelsdorf et Ravenhorst et Antonie von Renthe-Fink
- Egmont (1829–1875), colonel prussien et commandant du 3e régiment de hussards marié en 1857 avec Louise von Schierstaedt (de) (1838–1905), fille de Hermann von Schierstaedt, fidéicommis à Dahlen, et sa femme Fatime, née von Zychlinski.

## Monument funéraire au cimetière des Invalides de Berlin
Rauch repose dans le cimetière des Invalides de Berlin, à proximité de son frère Gustav von Rauch, ministre prussien de la Guerre, décédé en 1841. Son monument funéraire est offert par le roi Frédéric-Guillaume IV, qui participe probablement de sa propre main à sa conception. Le roi confie la réalisation à l'architecte de la cour Friedrich August Stüler, qui s'est probablement basé sur la tombe de Schinkel pour l'historien Barthold Georg Niebuhr dans l'ancien cimetière de Bonn (de), confie également l'exécution à une fondation de Frédéric-Guillaume IV. Le roi de Prusse rend hommage à Rauch, son confident, avec une plaque de dédicace sur la base de la tombe, qui porte l'inscription : "À l'ami loyal et brave guerrier - Frédéric-Guillaume IV., 1850. "

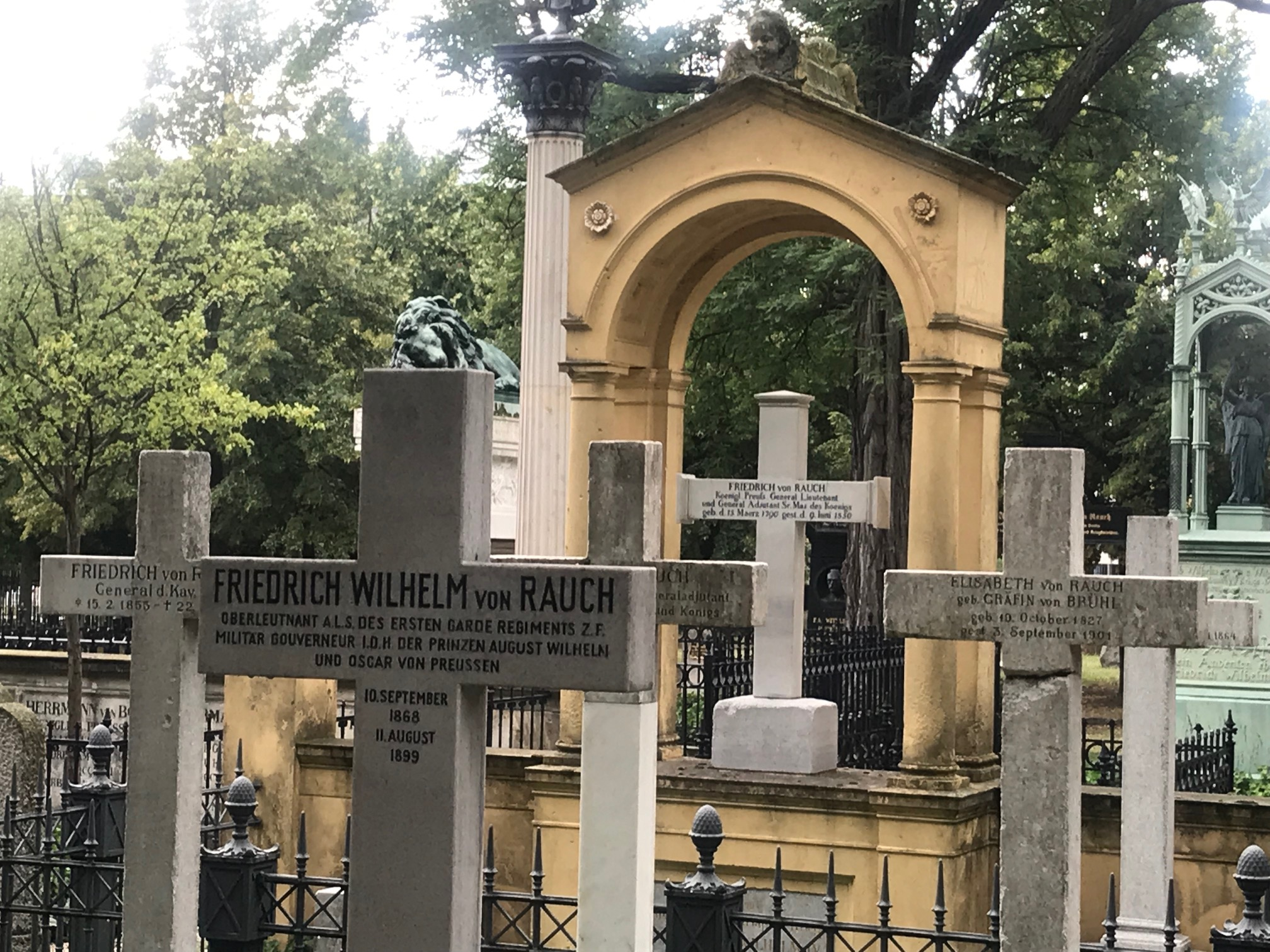
Croix funéraire du Generalleutnant Friedrich Wilhelm von Rauch - à l'arrière sous l'édicule (2019)
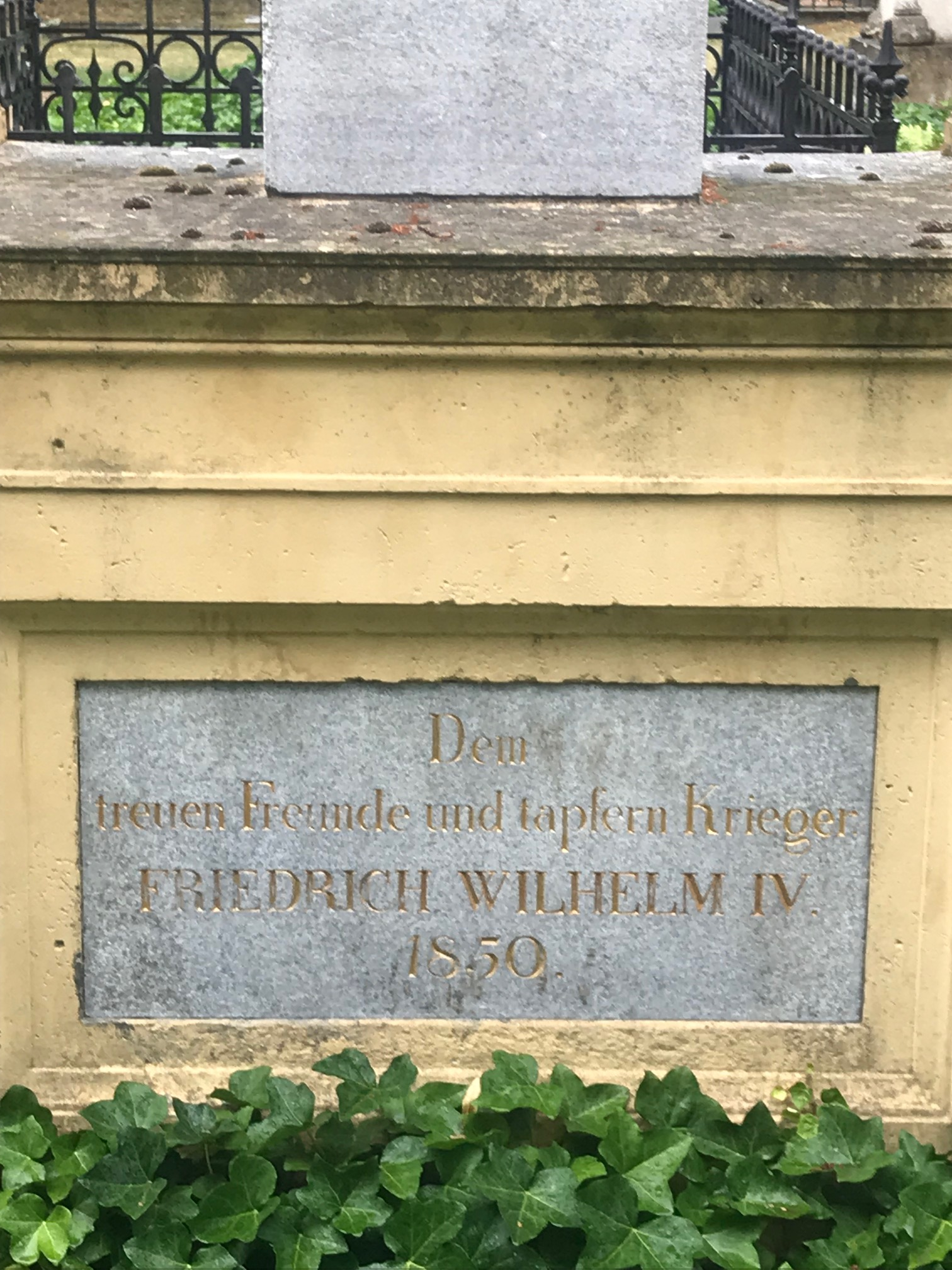
Monument funéraire du Generalleutnant Friedrich Wilhelm von Rauch avec une plaque de dédicace du roi Frédéric-Guillaume IV de Prusse (2019)
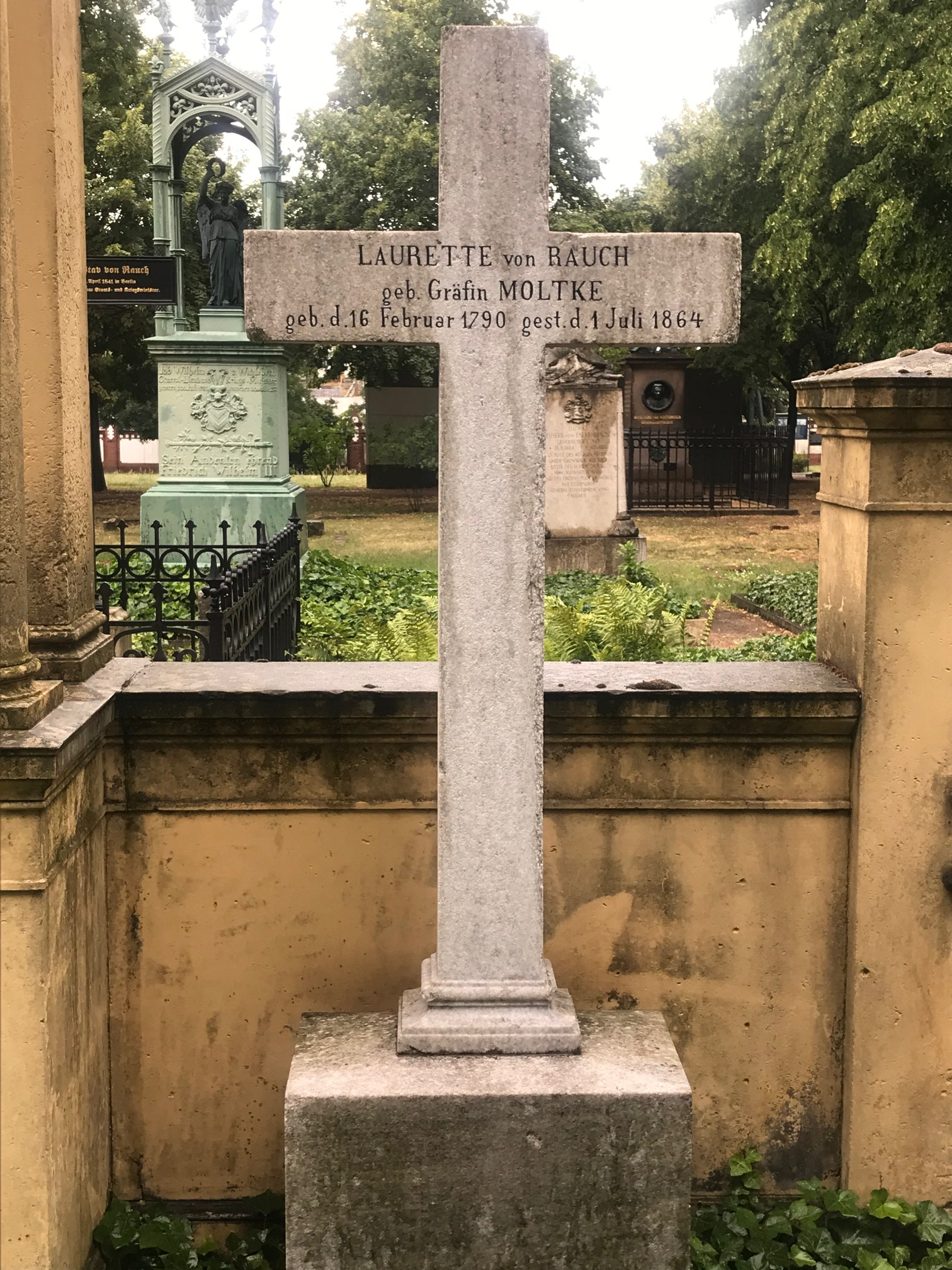
Croix funéraire pour sa femme Laurette von Rauch, née comtesse von Moltke (2019)
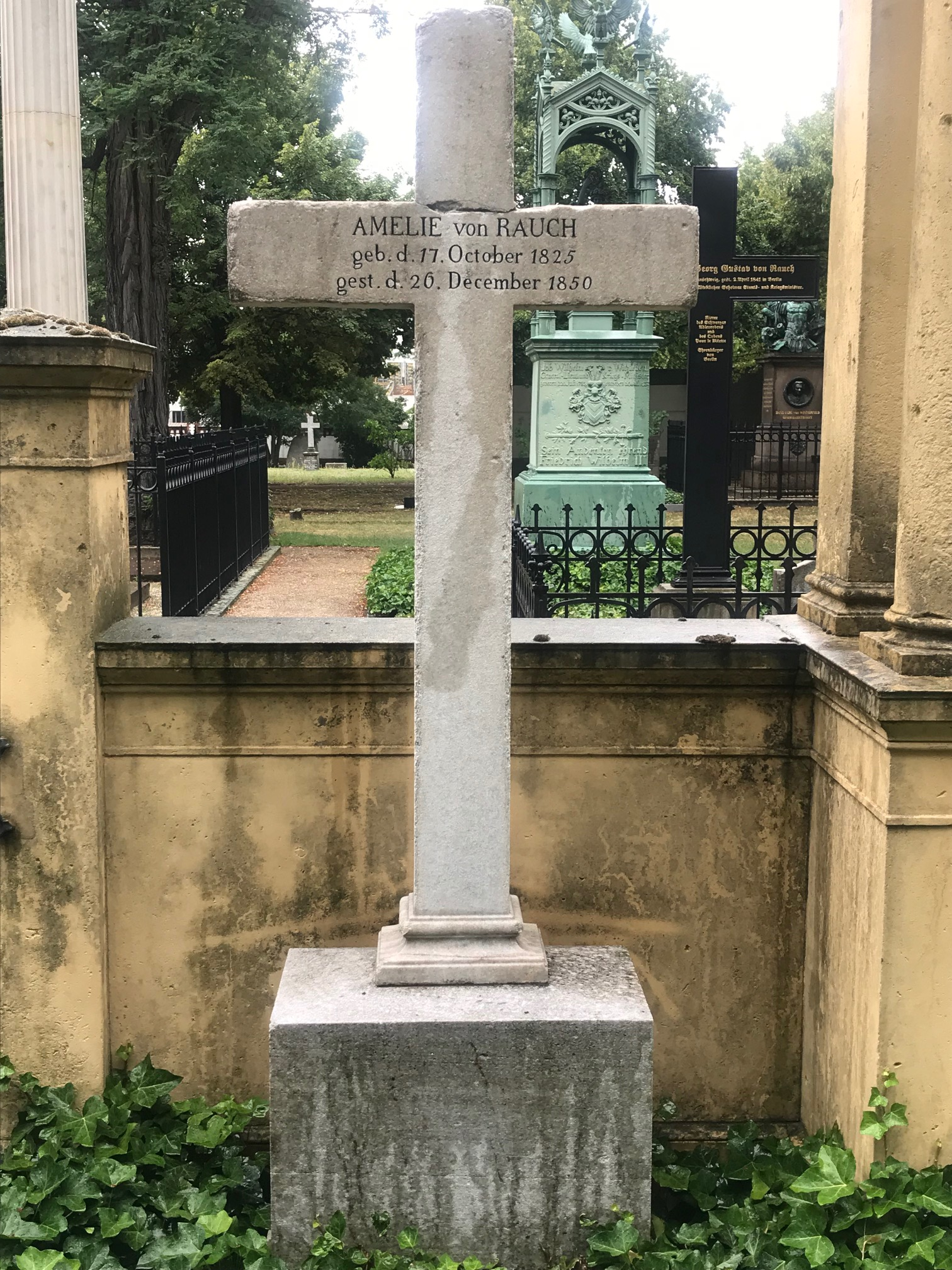
Croix funéraire pour sa fille Amélie von Rauch (2019)
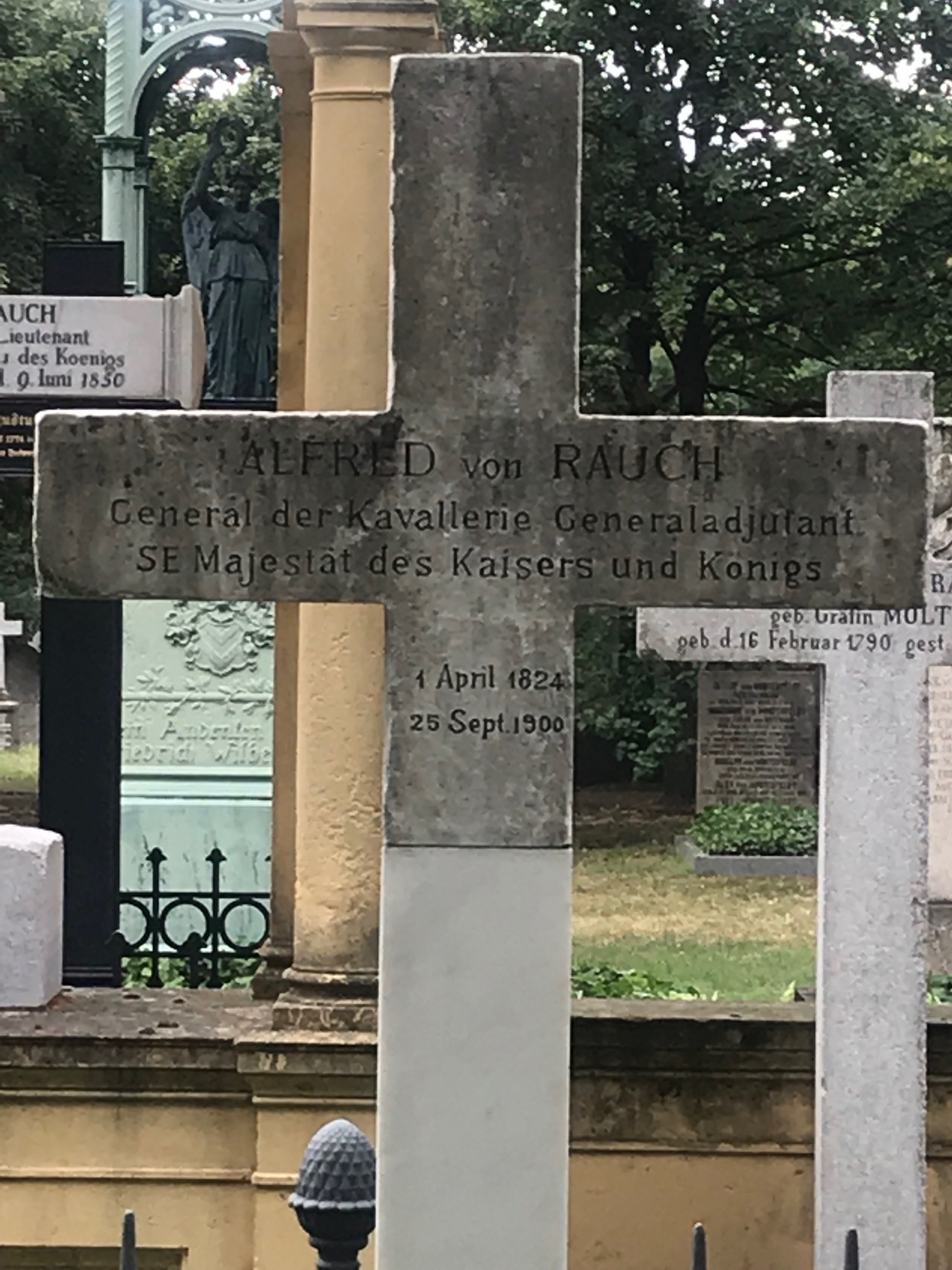
Croix funéraire pour son fils General der Kavallerie Alfred Bonaventura von Rauch (2019)
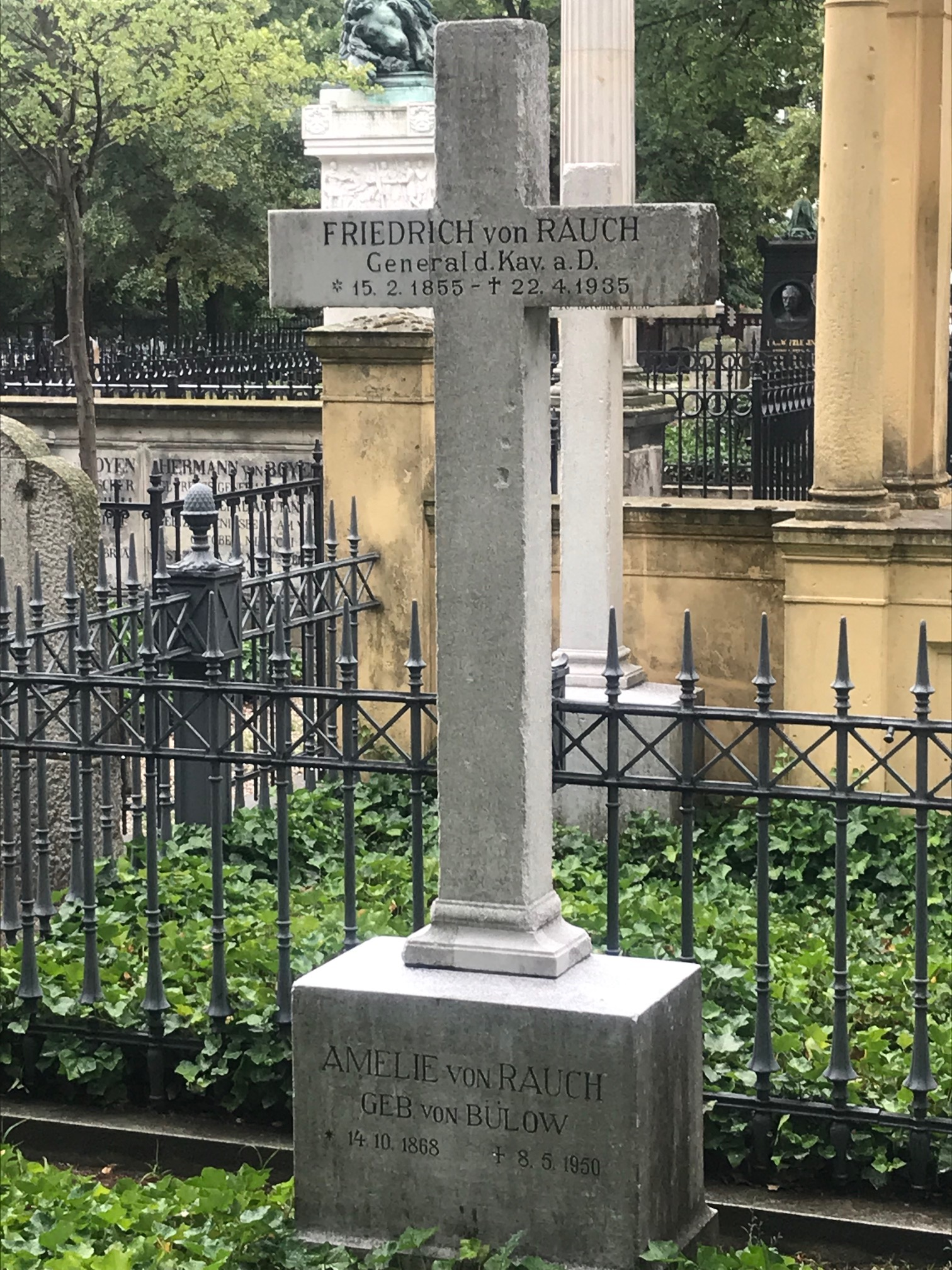
Croix funéraire pour son petit-fils General der Kavallerie Friedrich von Rauch et son épouse Amélie née von Bülow-Gudow (2019)

Au cours des cent années suivantes, la tombe de Rauch devient la sépulture héréditaire de la famille von Rauch pendant quatre générations. À ses côtés, son épouse Laurette, née comtesse von Moltke, sa fille Amélie et son fils, le général de cavalerie Alfred Bonaventura von Rauch et son épouse Elisabeth, née comtesse von Brühl, y sont enterrés plus tard, ainsi que son petit-fils, le général de cavalerie Friedrich von Rauch, et sa dernière épouse, Amélie, née von Bülow, en 1950. De même, les descendants de son frère Gustav sont enterrés dans la tombe héréditaire de Rauch, dont le général de cavalerie Gustav Waldemar von Rauch et le gouverneur militaire et l'éducateur de prince Friedrich Wilhelm von Rauch (de).
Le complexe funéraire familial, qui remonte à Friedrich Wilhelm von Rauch, à seulement quelques mètres de l'ancien mur de Berlin, est restauré après la réunification allemande dans les années 1990 par le service d'entretien des monuments du jardin de l'Office national des monuments de Berlin. La restauration est financée par le gouvernement fédéral, la Fondation de la loterie allemande de Berlin et le Förderverein Invalidenfriedhof e. V